# Mörk svampmal
Mörk svampmal (Nemapogon wolffiella) är en fjärilsart som beskrevs av Ole Karsholt och Nielsen 1976. I den svenska databasen Dyntaxa används istället namnet Nemapogon wolffiellus. Mörk svampmal ingår i släktet Nemapogon och familjen äkta malar. Arten är reproducerande i Sverige. Inga underarter finns listade i Catalogue of Life.